# Hoodia pilifera
Hoodia pilifera là một loài thực vật có hoa trong họ La bố ma. Loài này được (L. f.) Plowes mô tả khoa học đầu tiên năm 1992.